# حسین قمی
حسین قمی (زاده ۶ آبان ۱۳۶۱ در شهرری) جودوکار اهل ایران است که در وزن ۹۰- کیلوگرم در مسابقات المپیک تابستانی پکن شرکت کرد. او که در حال حاضر سرمربی تیم ملی جودو ایران است سابقه فعالیت در رشته‌های جودو، کوراش و گرپلینگ را دارد.
قمی در دوران فعالیت خود در مسابقات آسیایی و جهانی تجربه کسب مدال طلا دارد و همچنین سرمربی تیم ملی جودو ایران در بازی‌های آسیایی هانگژو بود.